# Нарочанский сельсовет
Нарочанский сельсовет (белор. Нарача́нскі сельсавет, также — Нарацкі сельсавет) — административная единица на территории Вилейского района Минской области Республики Беларусь. Административный центр — агрогородок Нарочь.

## Географическое положение
Расположен в западной части Вилейского района. Центр сельсовета — агрогородок Нарочь находится в 17 километрах от райцентра города Вилейка, в 115 километрах от города Минска. Нарочанский сельсовет граничит с Ижским, Любанским, Осиповичским сельсоветами Вилейского района и Войстомским сельсоветом Сморгонского района Гродненской области.

## История
Образован 12 октября 1940 года как Кобыльницкий сельсовет в составе Мядельского района Вилейской области БССР. Центр-деревня Кобыльник. С 20 сентября 1944 года в составе Молодечненской области, с 20 января 1960 года в составе Минской области. 28 августа 1964 года деревня Кобыльник переименована в Нарочь, сельсовет — в Нарочский. 9 августа 1979 года к сельсовету присоединена территория упразднённого Лещинского сельсовета. 28 апреля 2004 года в состав сельсовета включены деревни Абрамы, Балаши и Малая Сырмеж Сырмежского сельсовета и хутора Глубокий Ручей и Рыдупля Свирского сельсовета.

## Демография
Всего населения (2011 год) в сельсовете — 1652, в том числе:
- Моложе трудоспособного возраста — 246
- Трудоспособного возраста — 936
- Старше трудоспособного возраста — 470

## Состав
Нарочанский сельсовет включает 35 населённых пунктов:
- Бабище — деревня.
- Баровцы — деревня.
- Войдени — деревня.
- Гиры — деревня.
- Долгое — деревня.
- Елажичи — деревня.
- Ермоличи — деревня.
- Жерствянка — деревня.
- Забродье — деревня.
- Кордон — деревня.
- Кловсюты — деревня.
- Ковали — деревня.
- Комаришки — деревня.
- Констанполье — деревня.
- Косичи — деревня.
- Красница — деревня.
- Кузьмишки — деревня.
- Купля — деревня.
- Ляховщина — деревня.
- Морги — деревня.
- Мордасы — деревня.
- Мацевичи — деревня.
- Мечаи — деревня.
- Мишуты — деревня.
- Набережная — деревня.
- Нарочь — агрогородок.
- Новосады — деревня.
- Подкленье — деревня.
- Поповцы — деревня.
- Паромец-II — деревня.
- Принта — деревня.
- Родевичи — деревня.
- Русское Село — деревня.
- Ручица — деревня.
- Уречье — деревня.

## Производственная сфера
- Нарочанское лесничество ГЛХУ «Вилейский лесхоз»
- ГУП «Вилейское ЖКХ» котельная Нарочь
- ПАСП-16
- ОАО «Нарочанские Зори»
- ОАО «Вилейский райагросервис» подсобное хозяйство «Дружба»

## Социально-культурная сфера
- Здравоохранение: сельская врачебная амбулатория, 2 фельдшерско-акушерских пункта
- Образование: средняя общеобразовательная школа, дошкольное учреждение
- Культура: СДК, клуб-библиотека.

## Достопримечательности
- Агроэкоусадьба «Речная» в деревне Красница
- Агроусадьба «Таямница» в деревне Новосады
- Музейно-этнографический комплекс в д. Забродье[1]